# Anders Holmertz
Sören Anders Holmertz (* 1. prosince 1968 Motala) je bývalý švédský plavec, specialista na kraulařské disciplíny.
Jeho prvním úspěchem byl titul juniorského mistra světa na 1500 m v roce 1983. Byl nominován na olympiádu v Los Angeles, kde nepostoupil do finále. Na mistrovství Evropy v plaveckých sportech 1985 získal stříbrnou medaili ve štafetě a na mistrovství Evropy v plaveckých sportech 1987 vyhrál závod na 200 m volným způsobem a byl třetí ve štafetě. Získal stříbrnou medaili na 200 m v. zp. na olympiádě v Soulu.
V roce 1990 vytvořil na Světovém poháru v Paříži světový rekord na 400 m v krátkém bazénu časem 3:40,81. Na LOH 1992 byl druhý na dvousetmetrové trati jednotlivců i ve štafetě a třetí na 400 m v. zp. Se švédskou štafetou vyhrál v roce 1993 mistrovství světa v plavání v krátkém bazénu a v roce 1994 mistrovství světa v plavání. Na olympiádě 1996 obsadil ve štafetovém závodě druhé místo. Jeho posledním závodem bylo MS v krátkém bazénu v roce 1997 v Göteborgu, kde získal stříbrné medaile ve štafetách 4×100 m i 4×200 m. Ve své kariéře získal 86 titulů plaveckého mistra Švédska.
Plaveckým reprezentantem Švédska byl také jeho bratr Mikael Holmertz.